# Sennedjem

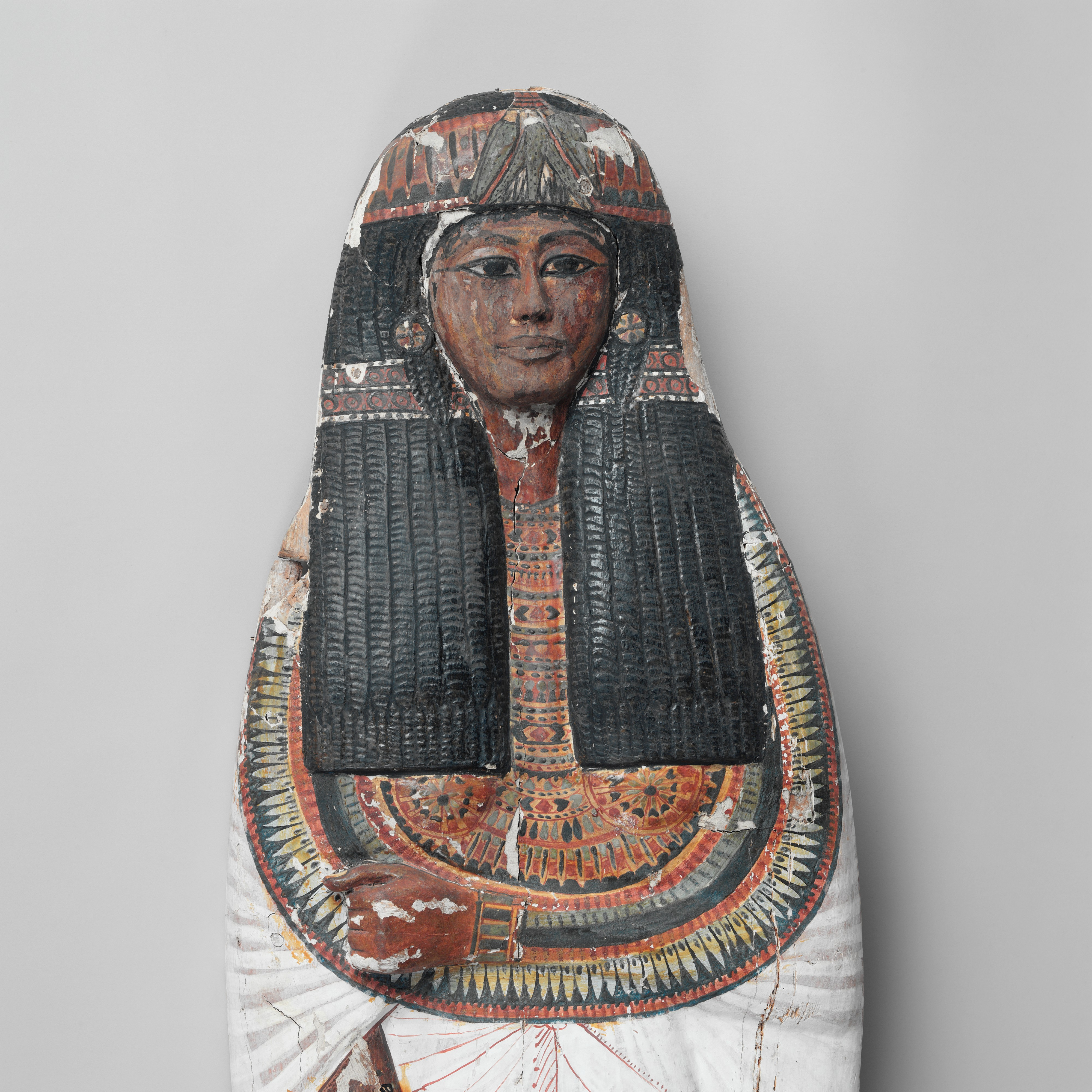
Tấm phủ xác ướp của Iyneferty

Sennedjem là một nghệ nhân Ai Cập cổ đại sống vào triều đại của pharaon Seti I và Ramesses II. Ông là chủ nhân của lăng mộ TT1 tại Deir el-Medina ngày nay, nằm ở bờ tây của sông Nile.

## Thân thế
Sennedjem được gọi là "Người hầu ở Nơi chân lý", một danh hiệu dùng để chỉ những người làm việc tại nghĩa trang Thebes ở bờ tây sông Nile. Ông và gia đình sinh sống tại làng Set-Maat (tạm dịch: "Nơi chân lý", tức Deir el-Medina ngày nay).
Sennedjem, vợ ông Iyneferty, cùng một vài người con được chôn cất trong lăng mộ TT1. Một cái giường, một cái ghế và những dụng cụ đo đạc được tùy táng theo Sennedjem.

## Gia đình
Mối quan hệ gia đình của Sennedjem được biết khá rõ qua những bức phù điêu trên tường mộ phía nam của ông. Phù điêu bên phải bao gồm vợ chồng của Sennedjem, cha mẹ của Iyneferty và cha mẹ của Sennedjem. Phù điêu bên trái bao gồm 2 anh em trai của Sennedjem và những người con của Sennedjem. Theo đó:
- Sennedjem là con trai của Khabekhnet I và phu nhân Tahenu. Khabekhnet I còn một người vợ thứ tên là Losou
- Sennedjem có 2 người anh em, là Tutuya và Messu
- Cha mẹ của Iyneferty là Taro và Taya (hoặc Atya)

Sennedjem và Iyneferty có ít nhất 11 người con:
- Con trai trưởng Khabekhnet II và vợ, Sahti (ngồi sau Tutuya và Messu)
- Người con trai thứ hai, đứng sau Khabekhnet II, cũng được mô tả ở phù điêu bên phải (đứng trước cha mẹ), tên là Bunakhtef
- Theo sau Bunakhtef lần lượt là con trai thứ ba, Rahotep, Iutnefert (con gái lớn). Bốn người con trai khác của Sennedjem đứng theo cặp, theo sau Iutnefert, là Khonsu và Ramose, Anihotep và Ranekhu. Cuối cùng là một người con gái nhỏ, không rõ tên.
- Ngoài ra, còn một người con trai và con gái nhỏ khác được vẽ bên dưới Sennedjem và Iyneferty